# Conciergerie

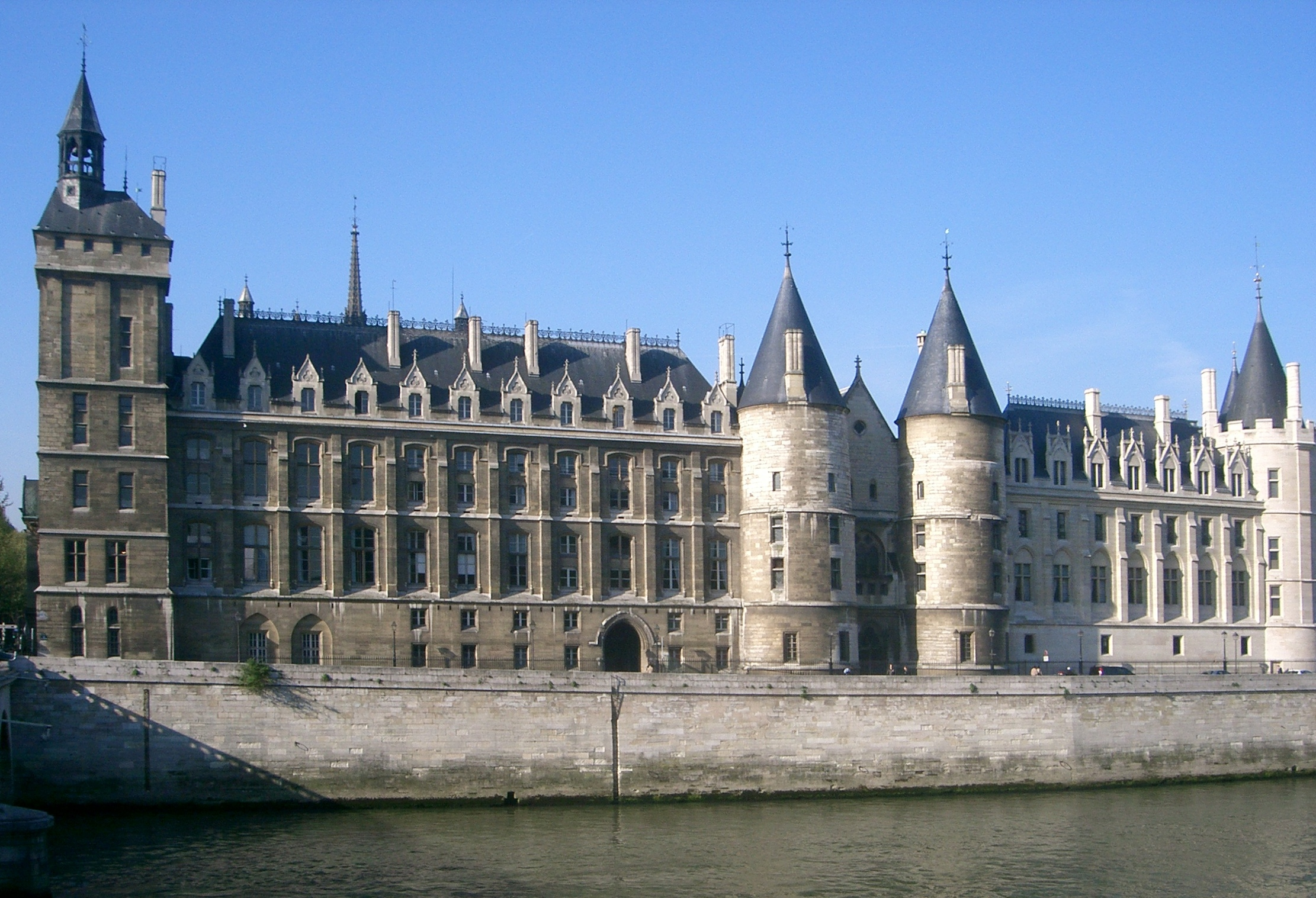
Conciergerie

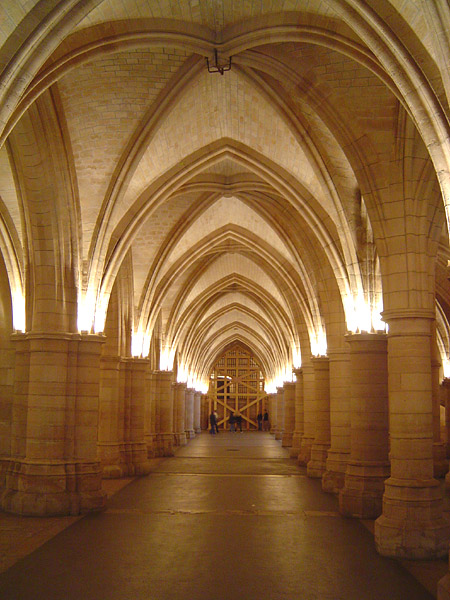
Średniowieczna Wielka Sala na parterze Conciergerie

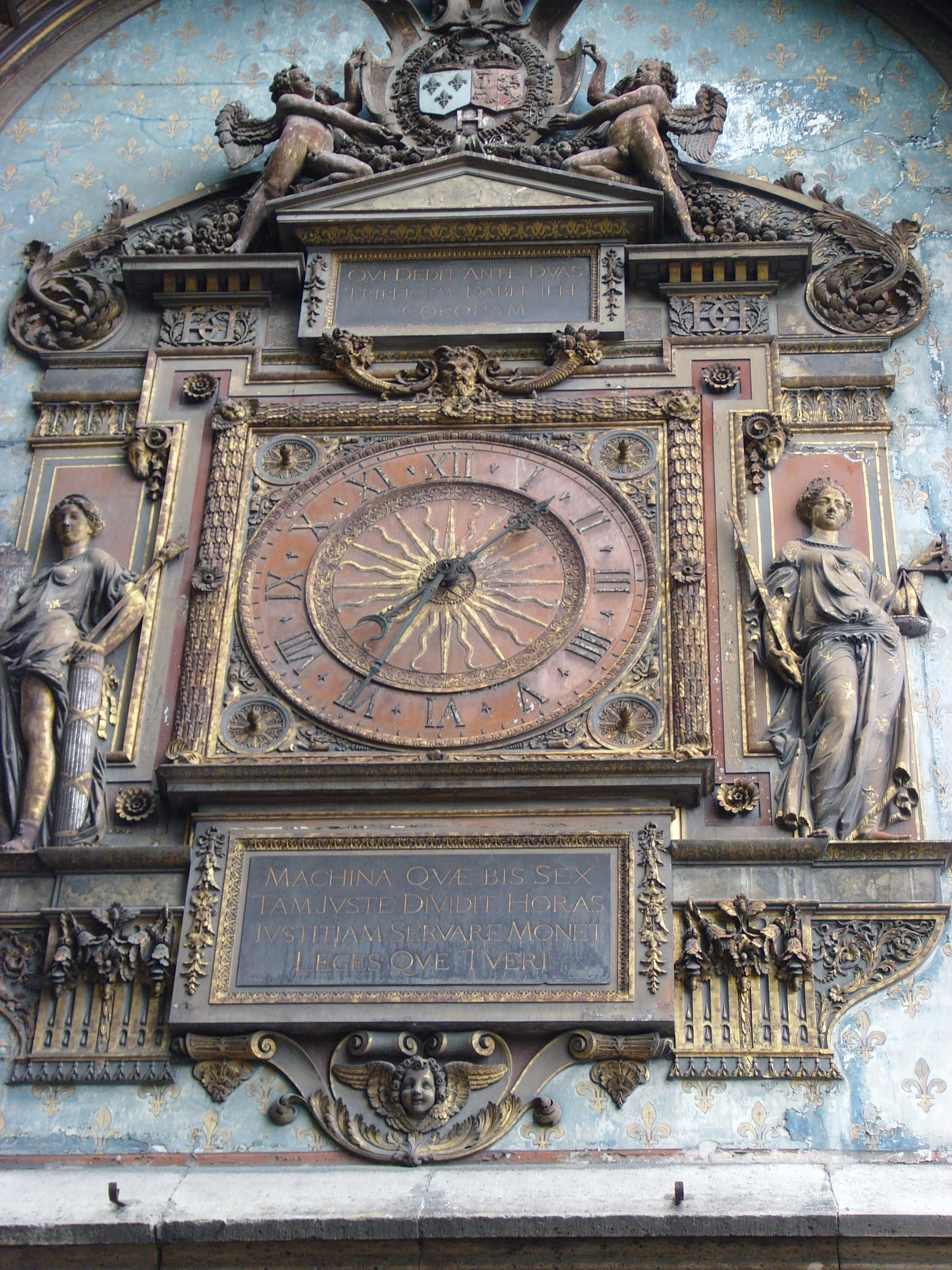
Zabytkowy zegar na Conciergerie

Conciergerie, Palais de la Cité (dosłownie: stróżówka, z fr. concierge - stróż, dozorca) – budowla o charakterze obronnym, która znajduje się na wyspie Cité w centrum starego Paryża. Współcześnie jest jednym ze skrzydeł Pałacu Sprawiedliwości.

## Średniowiecze
Pałac królewski na wyspie Cité znajdował się już za czasów Merowingów. Między X a XIV stuleciem obiekt był systematycznie rozbudowywany i fortyfikowany, w szczególności w czasie rządów Ludwika Świętego i Filipa IV.
Ludwik Święty dobudował w obrębie słynną Sainte-Chapelle oraz Wielką Salę. Była to jadalnia przeznaczona dla osobistej służby króla oraz jego gwardii (łącznie 2 tysiące osób), służąca także do organizacji bankietów królewskich. Jest to dziś największa średniowieczna sala w Europie. Filip IV zbudował słynną dwuwieżową elewację od strony Mostu Wymiany.
Pierwsi Walezjusze kontynuowali rozbudowę pałacu w pierwszej połowie XIV w., jednak w 1358 r. rodzina królewska porzuciła zbyt ponury Conciergerie i przeniosła się do Luwru, oddając obiekt kanclerzowi i Zgromadzeniu Notabli w czasie obrad. Ostatecznie zamieszkał tam concierge, czyli strażnik dworu królewskiego, a pałac stał się więzieniem, podlegającym jego jurysdykcji.
Swoją najbardziej znaną funkcję obiekt otrzymał w 1391 r. Stanowił więzienie ogólne, bez podziału na osadzonych politycznych i kryminalnych. Traktowanie więźniów było ściśle uzależnione od ich możliwości finansowych. Bogatsi opłacali lepsze cele (pojedyncze lub podwójne z łóżkiem, biurkiem oraz przyborami do pisania), średnio sytuowanych umieszczano w celach o nazwie pistoles z łóżkiem i skromnym stołem, natomiast biedni trzymani byli w salach zbiorowych lub w celach określanych jako oubliette (miejsce zapomnienia), w skrajnie niehigienicznych warunkach.
Liczne przebudowy obiektu sprawiły, że jest on dziś poważnie zmieniony w porównaniu z epoką średniowiecza. Zachowały się trzy wieże: Srebrna (dawniej miejsce przechowywania skarbu), Wieża Cezara oraz Wieża Tortur.

## Rewolucja francuska
Conciergerie zdobyła złą sławę w czasie Wielkiej Rewolucji Francuskiej, kiedy zyskało potoczną nazwę przedpokoju gilotyny. Od 2 kwietnia 1793 r. do 31 maja 1795 r. Wielka Sala mieściła Trybunał Rewolucyjny, natomiast piętra budynku przeznaczono dla więźniów. Większość osadzonych przebywała w salach zbiorowych, lepsze warunki miały jedynie nieliczne osoby, które mogły kupić sobie pojedynczą celę oraz szczególnie ważni więźniowie, jak Maria Antonina, Danton czy Robespierre. Łącznie przez więzienie przewinęło się około 1200 osób.

## XIX i XX wiek
Conciergerie pozostała więzieniem jeszcze przez cały XIX i nadal w pierwszej kolejności przeznaczone było dla skazanych na karę śmierci lub długoletniego odosobnienia. Wśród znanych osadzonych z tego okresu są marszałek Michel Ney i późniejszy cesarz Napoleon III. W celi Marii Antoniny znajdowała się kaplica. Dopiero w 1914 r. obiekt zamieniono na muzeum; obecnie jego część jest dostępna dla zwiedzających. Reszta obiektu mieści Pałac Sprawiedliwości.
Warto zobaczyć:
- Wieżę Zegarową (gdzie polski Orzeł Biały i Pogoń litewska znajdują się obok lilii Burbonów),
- Salę Straży Królewskiej - największa zachowana w Europie gotycka sala,
- rekonstrukcję celi Marii Antoniny i celi dla ważnych więźniów,
- kaplicę więzienną, gdzie więzieni byli żyrondyści,
- pomieszczenie, w którym ostatnie godziny życia spędził Maksymilian Robespierre,
- ekspozycję nt. Rewolucji Francuskiej z imienną listą wszystkich zgilotynowanych w Paryżu w latach 1792-1794.